# Mesanthemum bennae
Mesanthemum bennae är en gräsväxtart som beskrevs av Jacq.-fel. Mesanthemum bennae ingår i släktet Mesanthemum och familjen Eriocaulaceae.
Artens utbredningsområde är Guinea. Inga underarter finns listade i Catalogue of Life.